# حسین‌خان اسماعیل‌زاده
حسین‌خان اسماعیل‌زاده٬ موسیقی‌دان و نوازندهٔ کمانچه، ویلن و تار اهل ایران بود.

## زندگی
حسین‌خان نوازنده مشهور اواخر دورهٔ ناصری و پسر اسماعیل کمانچه نواز است. پس از فراگرفتن کمانچه نزد عمویش قلی‌خان، مدتی با دستهٔ مطربان سرپولک همکاری می‌کرد، چون در نواختن کمانچه مهارت بسیار یافت و با انجمن اخوت نیز آشنایی پیدا کرد، به تشویق ظهیرالدوله در سلک اخوان صفا درآمد و نوازندگی در مجالس را کنار گذاشت، و در کلاس مشق کمانچه و تعلیم مشغول کار شد.
وی در جلسات انجمن اخوت هم شرکت می‌کرد و تکنواز کنسرت‌های درویش خان و عارف قزوینی بود. با مهارت فوق‌العاده‌ای که حسین‌خان در نواختن کمانچه داشت، با روی کار آمدن ویلن اغلب کسانی که می‌خواستند ویلن بزنند از محضر او استفاده می‌کردند. او ویلن را به سبک کمانچه روی زمین و گاه روی زانو می‌گذاشت و می‌نواخت و همان‌طور تعلیم می‌داد. از جمله شاگردان وی که در نوازندگی به شهرت رسیدند، می‌توان از رکن‌الدین مختاری، ابوالحسن صبا، شهباز برمکی و ابراهیم منصوری نام برد. حسین یاحقی از شاگردان او در رشتهٔ کمانچه است که تا پایان عمر به این ساز وفادار باقی ماند. حسین تهرانی فراگیری جدی تنبک را نزد او که اولین استاد او در این فن محسوب می‌شد آغاز کرد.
حسین‌خان اسماعیل‌زاده آخرین و برجسته‌ترین کمانچه نواز دوران اخیر است که تکنیک درست و صحیح کمانچه را تثبیت کرده‌است. علاوه بر این از وی رنگ‌ها و پیش‌درآمد‌هایی باقی‌مانده که از جهت زیبایی و به خصوص از جهت تنوع و ریتم یا وزن بی نظیرند. یکی دیگر از شاگردان اسماعیل‌زاده، جهانگیر مراد معروف به حسام‌السلطنه بود که همانند استادش قطعات چشمگیر زیادی خلق کرده‌است. حسین‌خان اسماعیل‌زاده نه فقط پایه‌گذار راستین کمانچه در قرن گذشته‌است، بلکه یکی از زبردست‌ترین آفرینندگان پیش‌درآمد و رنگ نیز محسوب می‌گردد.